# Skye (personaje)
Kirra Foster, más conocido como Skye es un personaje perteneciente al videojuego (creado por Riot Games), Valorant. Fue revelado oficialmente el 13 de octubre de 2020 en la versión 1.11 del juego.

## Historia
Kirra Foster, una radiante de Nimbin, Australia, pasó años luchando contra las empresas de Kingdom Corporation en Australia Oriental. Resistiendo desde Sawn Rocks hasta Kangaroo Valley, sus esfuerzos contra Kingdom le valieron el título de "Gran Recuperadora". Más tarde, el Protocolo VALORANT se puso en contacto con ella para que se convirtiera en agente, pero al principio Foster no estaba segura de unirse, ya que no quería abandonar su lucha contra el Reino y dejar su tierra natal desprotegida. Sin embargo, cuando Sage decidió ponerse en contacto con ella y dirigirla a una enorme grieta en el cielo cerca de su casa, diciéndole que había muchas más como esa en todo el mundo, Kirra se dio cuenta de que la lucha era más grande que sólo su territorio natal. Finalmente respondió a la llamada y ahora es la decimocuarta agente del Protocolo, "Skye".

## Personalidad
Aunque Skye ha dicho que no estaba acostumbrada a trabajar con otras personas antes de unirse a VALORANT, ha demostrado rápidamente que es una jugadora de equipo hasta la médula, guiando y recordando a su equipo que se muevan como una unidad y trabajen juntos mientras completan su misión. Gracias a su afinidad por sentir y percibir el mundo natural y todo lo que la rodea, Skye es observadora por naturaleza y no tarda en darse cuenta de cualquier cosa inusual en su entorno.
Skye es una trabajadora empedernida por naturaleza, ya que creció en una granja, y parece querer influir en sus compañeros para que hagan lo mismo, ya que, al parecer, imparte clases de carpintería en el comedor de su cuartel general para practicar la agilidad mental con manos ágiles, y a los que pilla holgazaneando los obliga a unirse a su carrera matutina, que empieza a las 4 de la mañana.

## Apariencia
Skye lleva una cinta verde en la cabeza, con pendientes en ambas orejas, guantes, un chaleco antibalas y una camiseta verde sin mangas encima. Lleva pantalones largos de carga con rodilleras, así como botas, y lleva un cinturón utilitario y una bolsa situados en la pierna izquierda. Del collar de cuentas que lleva al cuello cuelgan dos hojas que contrastan con su diseño verde y natural. Skye también tiene varias cicatrices en el brazo derecho y lleva una manga que le cubre el antebrazo izquierdo. También es bastante musculosa, probablemente debido a su duro estilo de vida en el bosque.